# Peggiopsis wallace
Peggiopsis wallace är en insektsart som beskrevs av Frederick Arthur Godfrey Muir 1917. Peggiopsis wallace ingår i släktet Peggiopsis och familjen Derbidae. Inga underarter finns listade i Catalogue of Life.